# Dame-Marie (Eure)
Dame-Marie era una comuna francesa situada en el departamento de Eure, de la región de Normandía, que el 1 de enero de 2016 pasó a ser una comuna delegada de la comuna nueva de Sainte-Marie-d'Attez al fusionarse con las comunas de Saint-Nicolas-d'Attez y Saint-Ouen-d'Attez.

## Demografía
| Gráfica de evolución demográfica de Dame-Marie entre 1800 y 2013 |
|                                                                  |

Los datos demográficos contemplados en este gráfico de la comuna de Dame-Marie se han cogido de 1800 a 1999 de la página francesa EHESS/Cassini, y los demás datos de la página del INSEE.